# Quekettia
Quekettia es un género con cuatro especies de orquídeas. Es originario del norte de Sudamérica hasta Brasil.

## Descripción
Las plantas son pequeñas con rizoma corto, con pseudobulbos globulares u ovoides, envueltos por vainas imbricadas, llevan una sola hoja regordeta o plana y coriácea, acuminada y surcada. La inflorescencia es erecta con flores muy pequeñas de color verde, crema, amarillo o blanco.
Presenta los sépalos y pétalos erectos, de tamaño similar. El labio, por lo general más ancho que largo o casi orbicular o romboidal y totalmente libre de la columna, pero yuxtapuestas en su superficie ventral en unas pocas especies, ligeramente lobulado. La columna es corta con dos aurículas laterales, antera con dos polinias apicales.

## Distribución y hábitat
Quekettia forma un grupo de tres o cuatro especies diminutas de hábitos epífitas y de crecimiento cespitoso. Se encuentra en casi todo el norte del Amazonas, tres de ellos se describen para Suriname y Guayana, y posiblemente también esté presente en Brasil.

## Evolución, filogenia y taxonomía
Fue propuesto por John Lindley en Edwards's Botanical Register 25: Misc. 3, en el año 1839. Quekettia microscopica Lindley es la especie tipo de este género.

## Etimología
El nombre del género es un homenaje al botánico inglés E.J.Quekett.

## Especies
- Quekettia jenmanii Rchb.f. in?.
- Quekettia microscopica Lindl., Edwards's Bot. Reg. 25(Misc.): 3 (1839).
- Quekettia papillosa Garay, Arch. Jard. Bot. Río de Janeiro 13: 47 (1954).
- Quekettia vermeuleniana Determann, Selbyana 5: 306 (1981).